# Hans-Jörg Bertschi
Hans-Jörg Bertschi (* 1957 in Dürrenäsch) ist ein Schweizer Betriebsökonom und Manager von Logistikunternehmen. Er ist Verwaltungsratspräsident des Familienunternehmens Bertschi AG und von Hupac. Er engagiert sich auch für politische Anliegen der Schweiz, insbesondere für die Verhandlungen mit der Europäischen Union.

## Leben
Hans-Jörg Bertschi wuchs in Dürrenäsch auf, wo sein Vater Hans Bertschi 1956 eine Fuhrhalterei mit anfänglich einem einzigen Lastwagen (LKW) gegründet hatte. Sohn Hans-Jörg studierte an der Universität St. Gallen Volkswirtschaft und Betriebswirtschaft. Seine Dissertation wurde als viel beachtetes Buch 1985 veröffentlicht. Damit wurde Bertschi zu einem Wegbereiter für den später realisierten Gotthard-Basistunnel als raschere Alpentransversale im Bahnverkehr, nachdem bereits sein Vater und sein Onkel Rolf 1964 die Idee der Rollenden Landstrasse zusammen mit den SBB als Geburtsstunde des kombinierten Verkehrs durch die Alpen verwirklicht hatten.
Bertschis Berufseinstieg erfolgte bei einem Informationstechnik-Unternehmen in Genf, bevor er 1987 in die Transportfirma Bertschi AG seines Vaters eintrat. Unter seiner Geschäftsführung als CEO entwickelte sich aus dem mittelständischen Transportbetrieb ein global tätiger führender Chemielogistiker mit 2'800 Mitarbeitenden, über 1'000 LKWs und 32'000 Containern (Stand 2018).
2018 gab Bertschi die operative Verantwortung ab und wurde Verwaltungsratspräsident dieses Familienunternehmens.

## Weitere Tätigkeiten
- Als Verwaltungsratspräsident des Kombi-Operateurs Hupac treibt er die Verkehrsverlagerung auf die Schiene in ganz Europa voran und leistet einen Beitrag zu einem sicheren und umweltorientierten Gütertransport. In diesem Zusammenhang äussert er sich zu aktuellen Themen wie den Störungen des europäischen Warenverkehrs durch einen Unfall im Gotthard-Basistunnel.[7]

## Mitgliedschaften
- Ehemaliger Verwaltungsrat der Valiant Bank[8]
- Mitglied des Leitungsausschusses der Vereinigung Autonomiesuisse. Schon früh äusserte sich Bertschi in einem Streitgespräch mit Ständerat Ruedi Noser kritisch zu den Verhandlungen der Schweiz mit der EU.[9] Bertschi hat weiterhin Vorbehalte bezüglich des Verhandlungsstandes. Die Schweiz müsse mit Brüssel über eine Zuwanderungsbremse reden.[10]

## Ehrung
- 2018: LEO (Logistics Excellence Optimisation)-Award[11][5]